# Vas sangvin
Vasele sangvine sunt acea parte a sistemului circulator prin care circulă sângele. Ele pot fi de trei tipuri: artere, care duc sângele de la inimă, capilare, care fac schimbul de apă și substanțe dintre sânge și țesuturi și vene, care duc sângele de la capilare la inimă. Dintre acestea, arterele și venele au o structură similară, cu trei straturi (sau tunici): intima, media și adventitia. În general, vasele sangvine își pot modifica diametrul la contracția mușchilor.